# 凱蒂·斯萬
凱蒂·斯萬（英語：Katie Swan，1999年3月24日—）是英國职业网球女运动员，2013年轉職業。她的WTA生涯最高單打排名為第432（2016年4月31日）。